# AliExpress
Lanciato nel 2010, AliExpress è un servizio di negozi online composto da piccole imprese cinesi che offrono prodotti a acquirenti online internazionali. È di proprietà di Alibaba.
È il sito web di e-commerce più visitato in Russia ed è il 10º sito più popolare in Brasile.
Consente alle piccole imprese in Cina di vendere ai clienti in tutto il mondo ed è possibile trovare qualsiasi cosa. Aliexpress è diverso da Amazon perché agisce solo come piattaforma di e-commerce e non vende prodotti direttamente ai consumatori.  Potrebbe essere più preciso confrontare AliExpress con eBay, dato che funge unicamente come host per altre aziende che vendono prodotti ai consumatori.
Similmente al colosso di Pierre Omidyar, i venditori su Aliexpress possono essere società o individui. Collega direttamente le imprese cinesi con gli acquirenti. La principale differenza rispetto al sito commerciale cinese Taobao è che Aliexpress è rivolto principalmente agli acquirenti internazionali negli Stati Uniti, Russia, Brasile e Spagna.
Alibaba utilizza AliExpress per espandere la propria portata al di fuori dell'Asia e sfidare giganti online come Amazon ed eBay. AliExpress utilizza marketing di affiliazione per trovare nuovi consumatori.

## Storia
AliExpress ha iniziato come un portale di acquisto e vendita business-to-business. Da allora è stata ampliata anche ai servizi business-to-consumer, consumer-to-consumer, cloud computing, e di pagamento. AliExpress è attualmente disponibile nelle lingue italiano, inglese, spagnolo, francese, polacco, portoghese, russo e olandese. I clienti esterni ai confini nazionali per queste lingue vengono automaticamente pubblicati nella versione inglese del servizio.

## Restrizioni
AliExpress non consente ai clienti in Cina continentale di acquistare dalla piattaforma, anche se tutti i rivenditori sono cinesi.